# ديفيد سوندرز
ديفيد سوندرز هو لاعب هوكي الجليد كندي، ولد في 20 مايو 1966 في أوتاوا في كندا.

## وصلات خارجية
- ديفيد سوندرز على موقع دوري الهوكي الوطني (الإنجليزية)
- ديفيد سوندرز على موقع EliteProspects.com (الإنجليزية)
- ديفيد سوندرز على موقع HockeyDB.com (الإنجليزية)
- ديفيد سوندرز على موقع Hockey-Reference.com (الإنجليزية)